# Båtsfjord
Båtsfjord è un comune della contea di Finnmark, in Norvegia.

## Infrastrutture e trasporti
La cittadina è servita dall'omonimo aeroporto sito qualche chilometro a sud del suo centro.